# Озеро Яманака
О́зеро Ямана́ка (яп. 山中湖, やまなかこ, МФА: [jamanaka ko]) — вулканічне озеро в Японії, на острові Хонсю, біля північного підніжжя гори Фудзі. Одне з п'яти озер Фудзі. Розташоване на території села Яманакако префектури Яманасі. Найпівденніше, найвище і наймілкіше з усіх п'яти озер. Розкинулося на висоті 982 м. Площа — 6,46 км². Найбільша глибина — 15 м. Прозорість води — 4 м. Джерело річки Кацура. Багате на поживні речовини й рибу. Місце вилову карасів, лососів. До середини 20 століття прибережна зона використовувалася для дач заможних верств японського суспільства. У другій половині 20 століття вона служить рекреаційною зоною для середнього класу. Серед усіх п'яти озер має найкращу транспортну сітку в районі узбережжя. 